# 24173 SLAS
24173 SLAS è un asteroide della fascia principale. Scoperto nel 1999, presenta un'orbita caratterizzata da un semiasse maggiore pari a 2,7886808 UA e da un'eccentricità di 0,1309225, inclinata di 8,28134° rispetto all'eclittica.